# Buturlinovsky (huyện)
Huyện Buturlinovsky (tiếng Nga: ? райо́н) là một huyện hành chính tự quản (raion), của Tỉnh Voronezh, Nga. Huyện có diện tích 1831 km². Trung tâm của huyện đóng ở Buturlinovka.